# Katuaq
Katuaq (em dinamarquês: Grønlands Kulturhus) é um centro cultural em Nuuk (capital da Gronelândia). É usado para concertos, exposições, conferências e cinema. Projetado pelo escritório de arquitetura dinamarquês Schmidt Hammer Lassen, foi inaugurado a 15 de fevereiro de 1997. 